# Gare de Perm II
La gare de Perm II (en russe : Станция Пермь-II) est une gare ferroviaire russe, située dans la ville de Perm, dans le kraï de Perm, en Russie.

## Service des voyageurs

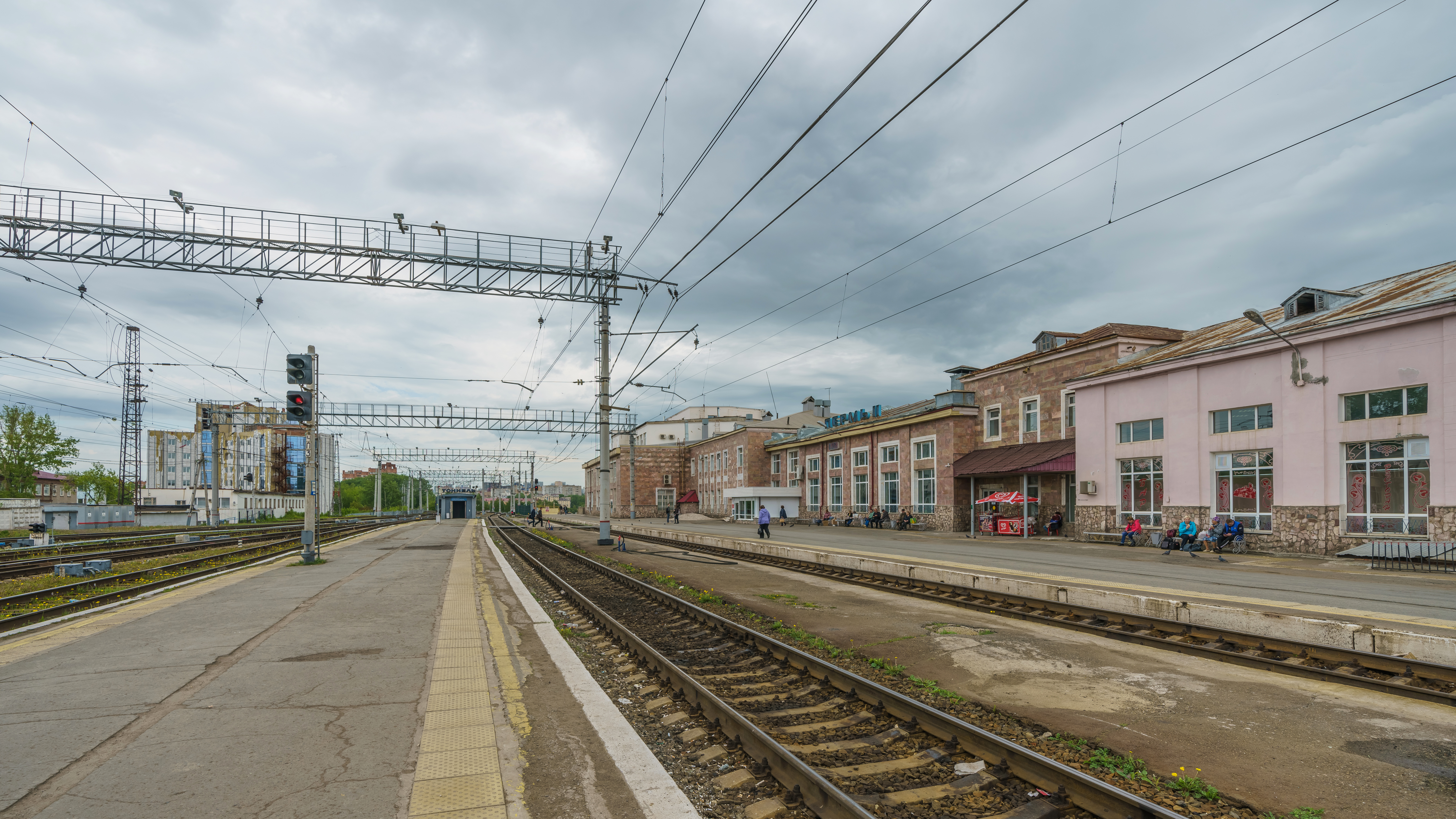
Voies